# Auquemesnil
Auquemesnil is een dorp en voormalige gemeente in de Franse gemeente Petit-Caux in het departement Seine-Maritime in de regio Normandië. De gemeente telt 245 inwoners (1999). De plaats maakt deel uit van het arrondissement Dieppe.

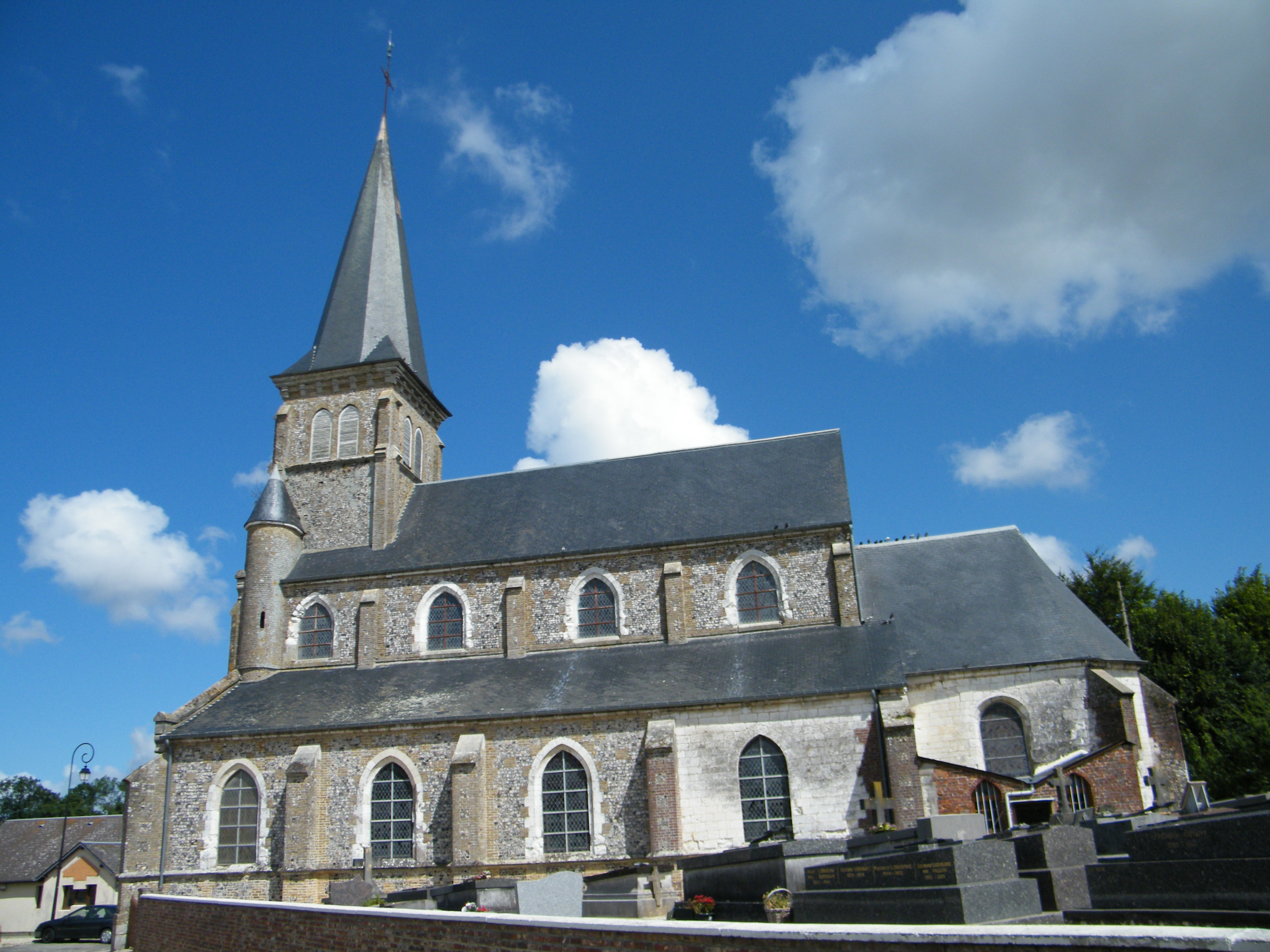
Église Saint-Laurent

## Geschiedenis
Oude vermeldingen van de plaats gaan terug tot de 12de eeuw als Acunmesnil. De 18de-eeuwse Cassinikaart toont het dorpje Auquemenil.
Op het eind van het ancien régime eind 18de eeuw, toen de gemeenten werden gecreëerd, werd Auquemesnil een gemeente.
Auquemesnil is op 1 januari 2016 gefuseerd met de gemeenten Assigny, Belleville-sur-Mer, Berneval-le-Grand, Biville-sur-Mer, Bracquemont, Brunville, Derchigny, Glicourt, Gouchaupre, Greny, Guilmécourt, Intraville, Penly, Saint-Martin-en-Campagne, Saint-Quentin-au-Bosc, Tocqueville-sur-Eu en Tourville-la-Chapelle tot de commune nouvelle Petit-Caux.

## Geografie
De oppervlakte van Auquemesnil bedraagt 6,3 km², de bevolkingsdichtheid is 38,9 inwoners per km².
In het noorden van Auquemesnil ligt het gehucht Bois Ricard.
De onderstaande kaart toont de ligging van Auquemesnil met de belangrijkste infrastructuur en aangrenzende gemeenten.

## Bezienswaardigheden
- De Église Saint-Laurent

## Demografie
Onderstaande figuur toont het verloop van het inwonertal (bron: INSEE-tellingen).